# Ángel Rodado
Ángel Rodado Jareño (ur. 7 marca 1997 w Palma de Mallorca) – hiszpański piłkarz, występujący na pozycji napastnika w polskim klubie Wisła Kraków.

## Kariera
Urodzony w Palma de Mallorca na Balearach Rodado był zawodnikiem RCD Mallorca. Zadebiutował w seniorskiej drużynie rezerw 21 lutego 2016 roku, zaczynając od wygranego 2:0 wyjazdowego meczu Tercera División z CF Sant Rafel i wystąpił w kolejnych sześciu meczach gdy jego zespół awansował do Segunda División B w barażach.
Swojego pierwszego gola w seniorskiej drużynie strzelił 4 września 2016, zdobywając bramkę otwierającą w wygranym 2:1 meczu z Atlético Levante UD. W sezonie 2017/2018 strzelił 30 goli dla drużyny B, w tym hat tricki przeciwko CE Santanyí (zwycięstwo u siebie 6:0), CE Mercadal (zwycięstwo u siebie 5:0) i UD Poblense (zwycięstwo u siebie 4:3).
16 sierpnia 2018 dołączył do sąsiedniego UD Ibiza w trzeciej lidze. Regularnie występował w klubie i pomógł w jego pierwszym w historii awansie do Segunda División w sezonie 2020/2021.
Rodado zadebiutował na drugim szczeblu ligowym 13 sierpnia 2021, wchodząc na boisko jako zmiennik Sergio Castela, w zremisowanym 0:0 wyjazdowym meczu z Realem Saragossa. Pod koniec miesiąca przeniósł się do FC Barcelony na podstawie rocznego wypożyczenia i został przydzielony do drużyny B w Primera División RFEF.
20 sierpnia 2022 Rodado po raz pierwszy w swojej karierze przeniósł się za granicę i dołączył do Wisły Kraków, klubu polskiej I ligi, podpisując trzyletni kontrakt.
Zwyciężył w XXIX Plebiscycie na Najlepszego Piłkarza Małopolski 2023.
2 maja 2024 na Stadionie Narodowym strzelił zwycięskiego gola w dogrywce w wygranym 2:1 meczu z Pogonią Szczecin w finale Pucharu Polski 2023/2024 i został wybrany najlepszym piłkarzem meczu. Z czterema golami w całej edycji pucharu był najlepszym strzelcem rozgrywek, obok Martina Remacle’a z Korony Kielce. W tym samym sezonie został królem strzelców I ligi, z 21 bramkami na koncie.
29 lipca 2024 hiszpański napastnik podpisał nowy kontrakt z Wisłą Kraków obowiązujący do 30 czerwca 2027. Umowa zawiera opcję przedłużenia o rok, jeśli w ostatnim sezonie Rodado zagra w co najmniej połowie spotkań ligowych.
13 lipca 2025 hiszpański napastnik podpisał nowy kontrakt z Wisłą Kraków obowiązujący do 30 czerwca 2030.

## Sukcesy

### Klubowe
Wisła Kraków
- Puchar Polskiː 2023/2024

Indywidualne
- Król strzelców I ligi: 2023/2024 (22 gole)
- Król strzelców Pucharu Polski: 2023/2024 (4 gole)
- Król strzelców I ligi: 2024/2025 (23 gole)

## Statystyka występów klubowych
Stan na dzień 19 sierpnia 2024.
| Klub           | Sezon        | Liga               | Liga    | Liga   | Puchar  | Puchar | Europa  | Europa | Inne    | Inne   | Razem   | Razem  |
| Klub           | Sezon        | Liga               | Występy | Bramki | Występy | Bramki | Występy | Bramki | Występy | Bramki | Występy | Bramki |
| -------------- | ------------ | ------------------ | ------- | ------ | ------- | ------ | ------- | ------ | ------- | ------ | ------- | ------ |
| RCD Mallorca B | 2016/17      | Segunda División B | 17      | 1      | —       | —      | —       | —      | —       | —      | 17      | 1      |
| RCD Mallorca B | 2017/18      | Segunda Federación | 4       | 2      | 2       | 1      | —       | —      | —       | —      | 6       | 3      |
| RCD Mallorca B | Razem        | Razem              | 21      | 3      | 2       | 1      | —       | —      | —       | —      | 23      | 4      |
| UD Ibiza       | 2018/19      | Segunda División B | 36      | 9      | 0       | 0      | —       | —      | —       | —      | 36      | 9      |
| UD Ibiza       | 2019/20      | Segunda División B | 29      | 13     | 3       | 1      | —       | —      | —       | —      | 32      | 14     |
| UD Ibiza       | 2020/21      | Segunda División B | 24      | 5      | 2       | 1      | —       | —      | —       | —      | 26      | 6      |
| UD Ibiza       | 2021/22      | Segunda División   | 1       | 0      | 0       | 0      | —       | —      | —       | —      | 1       | 0      |
| UD Ibiza       | 2022/23      | Segunda División   | 1       | 0      | 0       | 0      | —       | —      | —       | —      | 1       | 0      |
| UD Ibiza       | Razem        | Razem              | 91      | 27     | 5       | 2      | —       | —      | —       | —      | 96      | 29     |
| FC Barcelona B | 2021/22      | Segunda División B | 24      | 7      | —       | —      | —       | —      | —       | —      | 24      | 7      |
| Wisła Kraków   | 2022/23      | I liga             | 27      | 8      | 3       | 3      | —       | —      | 1       | 0      | 31      | 11     |
| Wisła Kraków   | 2023/24      | I liga             | 30      | 21     | 5       | 4      | —       | —      | —       | —      | 35      | 25     |
| Wisła Kraków   | 2024/25      | I liga             | 32      | 24     | 2       | 1      | 6       | 5      | —       | —      | 10      | 10     |
| Wisła Kraków   | Razem        | Razem              | 93      | 54     | 10      | 8      | 6       | 5      | 1       | 0      | 76      | 46     |
| Całość razem   | Całość razem | Całość razem       | 290     | 72     | 17      | 11     | 6       | 5      | 1       | 0      | 219     | 86     |